# Descendants: The Rise of Red (banda sonora)
Descendants: The Rise of Red es el álbum de la banda sonora del reparto de película del mismo nombre, publicado el 12 de julio de 2024 por Walt Disney Records. La banda sonora se anunció el 26 de abril de 2024, con el lanzamiento del sencillo principal, «What's My Name (Red Version)». Otro sencillo, «Red», se publicó el 21 de junio de 2024.

## Antecedentes
La banda sonora fue lanzada el 12 de julio de 2024, para acompañar el estreno de su película madre. La banda sonora consta de 13 canciones, con 10 de ellas procedentes de la película. También incluye una versión de «So This Is Love» de la película de animación de 1950, La Cenicienta, una remezcla de «What's My Name» de Descendants 2, y una versión de la canción de Joan Jett, "Bad Reputation". 

## Sencillos
"What's My Name (Red Version)", interpretada por China Anne McClain y Kylie Cantrall fue lanzada como sencillo el 26 de abril de 2024, junto con el pedido anticipado de la banda sonora. «Red», interpretada por Kylie Cantrall y Alex Boniello, fue lanzada como segundo sencillo el 21 de junio de 2024. 

## Lista de canciones
| Descendants: The Rise of Red (Original TV Movie Soundtrack) track listing |                                            |                                                           |          |  |
| N.º                                                                       | Título                                     | Performer(s)                                              | Duración |  |
| 1.                                                                        | «Red»                                      | Kylie Cantrall Alex Boniello                              | 3:08     |  |
| 2.                                                                        | «So This Is Love»                          | Brandy Paolo Montalban                                    | 1:13     |  |
| 3.                                                                        | «Love Ain't It»                            | Rita Ora Cantrall Brandy Malia Baker                      | 4:23     |  |
| 4.                                                                        | «What's My Name» (Red Version)             | China Anne McClain Cantrall                               | 2:26     |  |
| 5.                                                                        | «Fight of Our Lives»                       | Cantrall Baker                                            | 3:12     |  |
| 6.                                                                        | «Life Is Sweeter»                          | Cast of Descendants: The Rise of Red                      | 3:38     |  |
| 7.                                                                        | «Perfect Revenge»                          | Dara Reneé Anthony Pyatt Joshua Colley Mars Peder Lindell | 3:14     |  |
| 8.                                                                        | «Shuffle of Love»                          | Ruby Rose Turner                                          | 2:44     |  |
| 9.                                                                        | «Get Your Hands Dirty»                     | Baker Morgan Dudley                                       | 2:41     |  |
| 10.                                                                       | «Life Is Sweeter» (Reprise)                | Ora Cantrall                                              | 0:48     |  |
| 11.                                                                       | «Life Is Sweeter» (Remix)                  | Cast of Descendants: The Rise of Red                      | 0:58     |  |
| 12.                                                                       | «Bad Reputation»                           | Cantrall                                                  | 2:09     |  |
| 13.                                                                       | «Descendants: The Rise of Red Score Suite» | Torin Borrowdale                                          | 5:21     |  |
| 36:02                                                                     |                                            |                                                           |          |  |

## Recepción
Jerrica Tisdale, de CinemaBlend, dijo que, aunque las películas de Disney suelen hacer hincapié en la importancia de la bondad y de hacer lo correcto, la canción «Get Your Hands Dirty» introduce una visión más matizada de la moralidad. Tisdale aplaudió que The Rise of Red añadiera complejidad a su representación del bien y el mal en una película infantil. Tisdale también declaró que «Love Ain't It» es parecida a la versión de Descendants de «Bohemian Rhapsody», señalando que, aunque no alcance el estatus icónico de esta última, es una canción épica, de múltiples capas, con secciones diferenciadas, un estribillo pegadizo y voces potentes, sobre todo de Rita Ora. La consideraron una canción ideal para resaltar la compleja relación entre Red y la Reina de Corazones.

## Rendimiento comercial
Descendientes: The Rise of Red debutó inicialmente en el número 87 de la lista Billboard 200 antes de alcanzar el número 60. Alcanzó el número uno en Billboard Soundtracks Chart y Billboard Kid Albums Chart. También debutó en el número uno en iTunes Charts tras su lanzamiento. En julio de 2024, la banda sonora de Descendants: The Rise of Red había acumulado más de 26 millones de streams en varias plataformas.
El sencillo «Red» debutó en el número 13 de la lista “'Billboard”' Bubbling Under Hot 100. En la UK Official Video Streaming Chart, los vídeos musicales de «Red» alcanzaron el número 42, «Life is Sweeter» alcanzó el número 26, y «Love Ain't It» alcanzó el número 77. A fecha de agosto de 2024, la canción «Red» ha recibido más de 46 millones de streams a través de los canales oficiales y mil millones de engagements, con 31 millones de visualizaciones en YouTube y 5 millones en su primer fin de semana, mientras que los vídeos de «Life Is Sweeter» y «What's My Name» han recibido más de 23 millones y 16 millones de visualizaciones respectivamente. 

### Impacto
El tema "Red" alcanzó una gran popularidad en redes sociales, generando numerosas coreografías de fans y retos de baile en plataformas como TikTok e Instagram.

## Actuaciones en directo
Kylie Cantrall interpretó "Red" en directo en Nerd Nite durante Vidcon en Anaheim el 28 de junio. 2024. El 9 de agosto de 2024, durante la Disney Entertainment Showcase en la D23 Expo, la estrella de Descendants: The Rise of Red Rita Ora presentó un popurrí musical de canciones de la película. Kylie Cantrall, Malia Baker, Dara Reneé, Ruby Rose Turner, Morgan Dudley, Joshua Colley y Peder Lindell interpretaron en el escenario varias canciones disfrazados durante el evento.  El mismo día, Disney anunció que Kylie Cantrall, Malia Baker, Dara Reneé, Ruby Rose Turner, Freya Skye y Malachi Barton harían una gira de Descendants/Zombies: Worlds Collide Tour en el verano de 2025.